# Vista kulle
Vista kulle är en bergstopp och naturreservat belägen öster om Vättern och motorväg E4, cirka 5 kilometer norr om Huskvarna och i Skärstads socken i Jönköpings kommun och län i Småland. Från motorvägens rastplats kan man nå bergets topp, likaså via Gripenbergsbanans gamla banvall. Lokala uppfarter finns även mellan Gisebo stenålderssboplats och Kaxholmen vid gamla Grännavägen (Riksettan).
Vista kulle når en höjd av 152 meter över Vätterns yta, som i sin tur ligger 89 meter över havet. Från kullens topp vid den gamla offerkällan, har man en vidsträckt utsikt över Vättern, Landsjön och Skärstadsdalen. 
Här finns också resterna efter fornborgen Vista kulle, en av länets tre fornborgar. Den är strategiskt belägen överst på krönplatån med avsatser mot branta stup. I öster, söder och väster är upplagda stenvallar, varav den lägsta i öster har dubbla rader och i en av dessa ingår spår av skörbränd sten. Ett par äldre ristningar finns också jämte offerkällan inom borgområdet.
Vista kulle ingår i Östra Vätterbranterna, ett område av riksintresse. Allemansrätten gäller här med viss begränsning.